# Mesonemoura sbordonii
Mesonemoura sbordonii is een steenvlieg uit de familie beeksteenvliegen (Nemouridae). De wetenschappelijke naam van de soort is voor het eerst geldig gepubliceerd in 2000 door Fochetti & Sezzi.